# Vijzelturbine

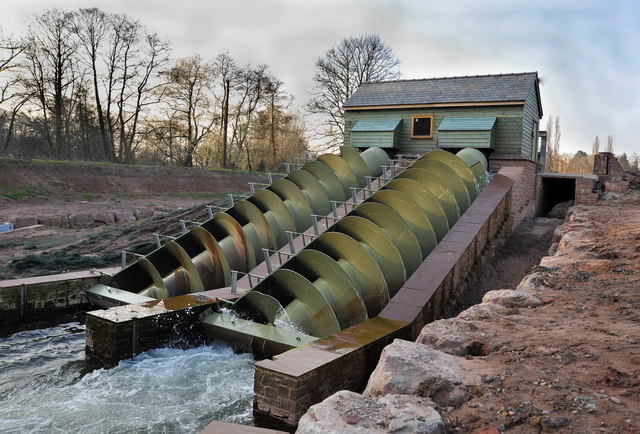
Twee parallelle vijzelturbines van ieder 75 kW, in Wales (Verenigd Koninkrijk)

De vijzelturbine is een axiale hydraulische turbine bestaande uit een schroef van Archimedes die de potentiële energie van water omzet in een draaiende beweging. Het water stroomt van de bovenkant van de turbine naar de uitlaat aan de onderzijde. Aan de bovenzijde van de draaiende vijzelas wordt via een tandwielkast de generator verbonden voor de stroomopwekking.   

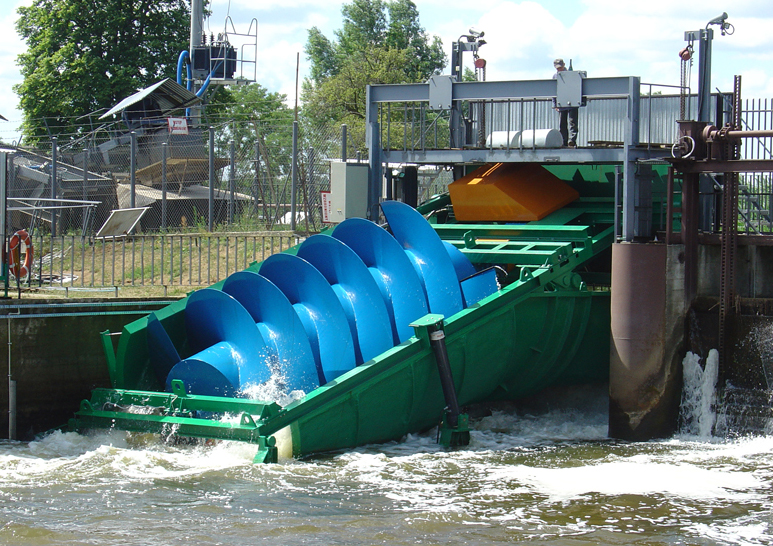
Vijzelturbine van 80 kW in de rivier de Radomka, Polen. Vijzeldiameter: 3 m; Debiet: 6 m³/s; Verval: 1,8 m.

## Toepassing
De vijzelturbine wordt toegepast op plaatsen in rivieren en beken met een klein verval (van 1 m tot 10 m) en een laag debiet (0.01 m³/s tot ongeveer 10 m³/s) per turbine. Door de constructie en langzame beweging van de bladen wordt de vijzelturbine beschouwd als relatief veilig voor vissen.
De vijzelturbine wordt in Nederland o.a. toegepast in de waterkrachtcentrales van Dommelstroom en bij de Hezenbergerstuw.
In Engeland is in de Mapledurham Watermill een vijzelturbine te zien in een oude korenmolen. De korenmolen zelf wordt aangedreven door een scheprad. Deze watermolen komt onder andere  voor in de detective serie Midsomer murders: A grain of truth, seizoen 23 aflevering 5. De schroef van Archimedes is 3,6 meter lang en produceert ongeveer 83,3 kilowatt.

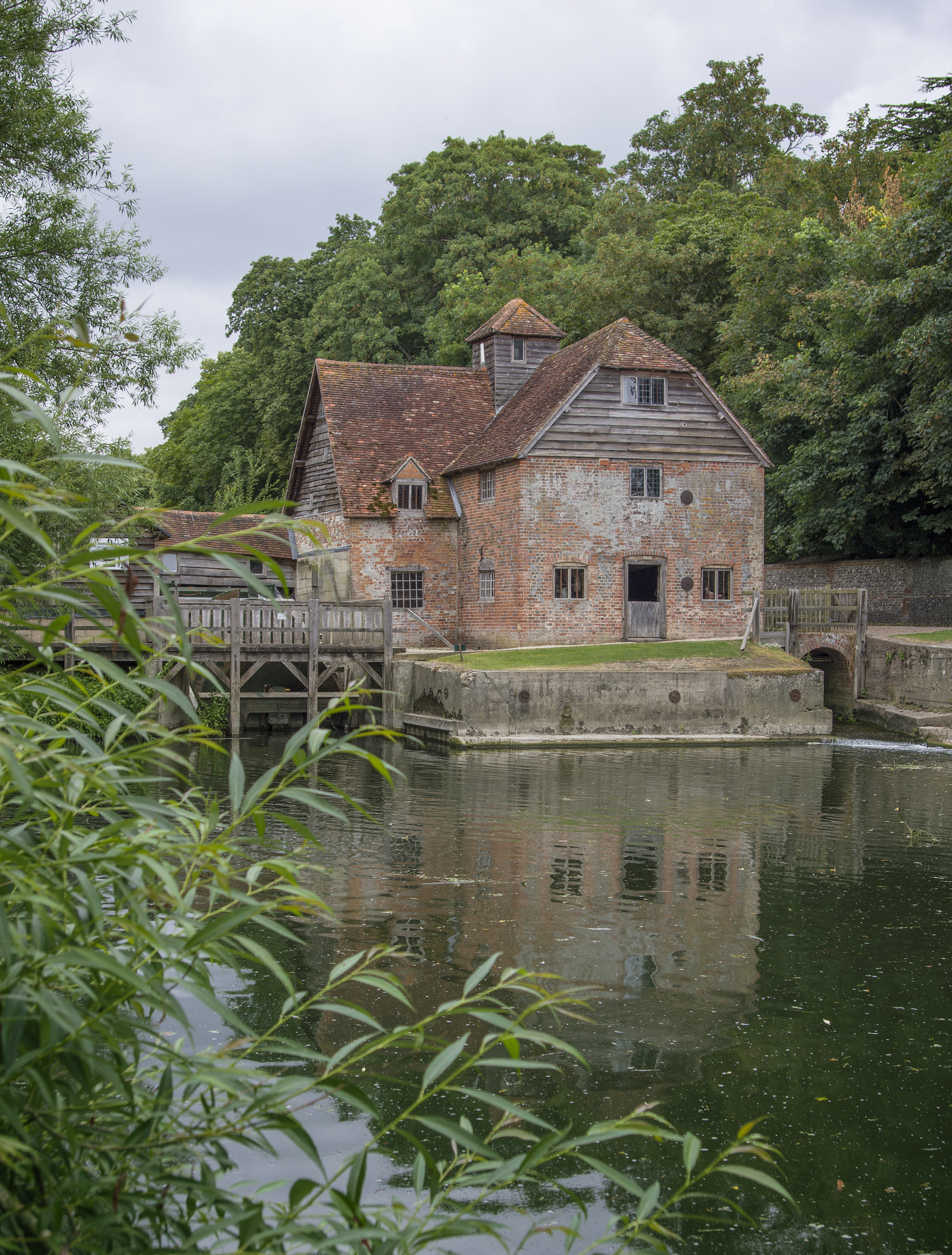
Mapledurham Watermill